# À tour d'anches
À tour d'anches opus 97 est un quatuor pour piano, hautbois, clarinette et basson de Florent Schmitt.

## Présentation
À tour d'anches est un quatuor « moderne et décapant » pour trio d'anches et piano, composé entre 1939 et 1943. Dédié à Fernand Oubradous, il est créé en avril 1947 à Paris, au Conservatoire russe,,.
L'œuvre, publiée par Durand en 1943, existe également dans une transcription de l'auteur pour piano, violon, alto et violoncelle, publiée par Durand en 1954.

## Structure
À tour d'anches, d'une durée moyenne d'exécution de quinze minutes environ, est composé de quatre mouvements :
1. À courre - « Assez allègre », mouvement « plein de drôlerie, [qui] regorge de rythmes enjoués, les instruments se pourchassant les uns les autres à travers la texture musicale pour finir par se fondre dans le lointain[5] » ;
2. Sur un thème prévu - « Très animé », lequel, « après une courte et bruyante introduction, [...] entraîne [...] les quatre protagonistes dans une caricature de valse empruntée et précieuse, mais qui ne verse jamais dans la gauloiserie facile... D'autant plus qu'à l'issue d'une péroraison très binaire, les musiciens semblent succomber au charme irrésistible du rythme ternaire[6] » ;
3. Nocturne - Sarabande - « Un peu lent », « repos bienfaisant et bienvenu [...] qui délaisse un temps le masque de l'ironie pour des sentiments plus doux et plus sincères, empreints d'une lumineuse espérance toute ravélienne[6] » ;
4. Quasimodo - « Avec entrain », final « claironnant [... qui] professe joie et bonne humeur dans une atmosphère festive[6] » allant de pair « avec une écriture très élaborée[1] ».

Pour le musicologue François-René Tranchefort, « la partition, très rythmique (sauf en son troisième mouvement), [est] riche de modulations, [et] finement évocatrice en chacune de ses parties ».
Pierre-Émile Barbier relève que « partant d'un accord parfaitement consonant, l'écriture s'évade rapidement de l'harmonie classique pour jouer avec les timbres (Debussy), des agrégats de tritons (Stravinsky, Symphonies d'instruments à vent) ou des chromatismes en développements parallèles (Schönberg, Suite op. 29). Le nocturne central revient soudain dans le sillage de Chopin et Fauré, contrastant par son lyrisme limpide avec le modernisme décapant des pièces qui l'entourent ».

## Discographie
- Trios d'anches — Georges Auric (Trio), Jacques Ibert (Cinq Pièces en trio), Darius Milhaud (Pastorale et Suite d'après Corrette), Jean Françaix (Divertissement), Henri Tomasi (Concert champêtre), Florent Schmitt — François Meyer (hautbois), Paul Meyer (clarinette), Gilbert Audin (basson) et Éric Le Sage (piano), RCA Red Seal 74321 690852, 1999.
- Florent Schmitt : Lied et Scherzo op. 54 - Suite en rocaille op. 84 - À tour d'anches op. 97 - Chants alizés op. 125, par des membres du Quintette à vent de Prague et Daniel Wiesner (piano), Praga Digitals PRD 250 156, 2000.
- Florent Schmitt: Piano Quintet Op. 51 - À tour d'anches Op. 97, Solisten-Ensemble Berlin, Birgitta Wollenweber (piano), Naxos 8.570489, 2011.

### Ouvrages généraux
- François-René Tranchefort (dir.), Guide de la musique de chambre, Paris, Fayard, coll. « Les Indispensables de la musique », 1989, 995 p. (OCLC 21318922, BNF 35064530), p. 773-778.

### Monographies
- Catherine Lorent, Florent Schmitt, Paris, Bleu nuit éditeur, coll. « Horizons » (no 27), 2012, 176 p. (ISBN 978-2-35884-016-3, BNF 42581018).
- Madeleine Marceron, Florent Schmitt, Paris, Ventadour, coll. « Paroles sans musique », 1959, 48 p. (BNF 37748441).